# James Cycle
James Cycle Co Ltd. fou un fabricant de bicicletes i motocicletes britànic amb seu a Greet, Birmingham. Era un més dels molts fabricants del sector establerts als Midlands anglesos, especialment a l'àrea de Birmingham. La majoria dels seus models de motocicleta lleugera, sovint amb un característic acabat de color granat, feien servir motors Villiers i, més tard, AMC de dos temps.
James va ser un prolífic fabricant de bicicletes i motocicletes del 1897 al 1966. L'empresa va ser adquirida per Associated Motor Cycles el 1951 i combinada amb Francis-Barnett el 1957. El 1966, James es va convertir en una de les moltes empreses britàniques de motocicletes forçades a abandonar el negoci per la competència japonesa.

## Història

### Fins a la Primera Guerra Mundial

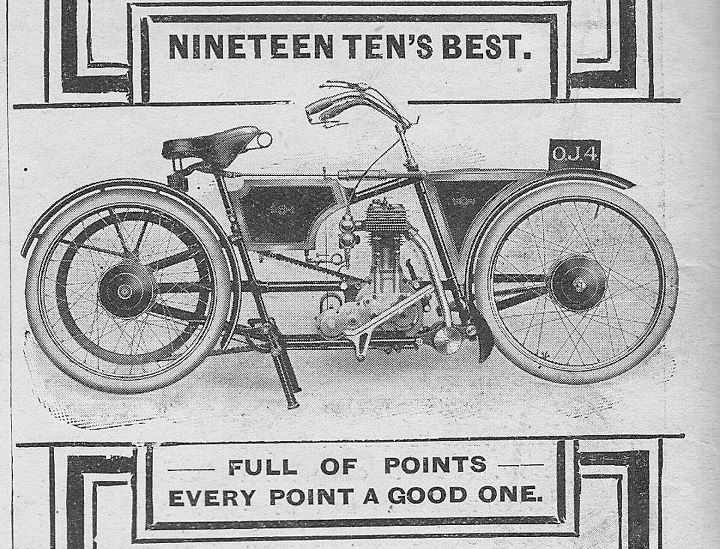
La James "new pattern" de 1910

Harry James, gerent d'una empresa d'enginyeria de Birmingham, va decidir iniciar el seu propi negoci de fabricació de bicicletes el 1880. Aquell any mateix va crear la James Cycle Company a Birmingham, concretament a Constitution Hill. El 1890, veient que el negoci era rendible, es va traslladar a unes instal·lacions més grans a Sparkbrook (Greet), al sud-est de Birmingham. Al mateix temps, va contractar Charles Hyde com a director general. El 1897, l'empresa començà a cotitzar en borsa i Harry James es va retirar de la companyia un any després, el 1898.
El 1902, Hyde va decidir d'introduir la companyia en el negoci de les motocicletes. James Cycle va començar fabricant bicicletes equipades amb motors de la marca belga Minerva. El 1904, els bastidors es van adaptar per a allotjar els motors subministrats per l'empresa FN, també belga. El 1909, James va produir el seu propi motor monocilíndric de 500 cc amb vàlvules d'admissió i escapament concèntriques. La motocicleta tenia el dipòsit de benzina i oli damunt la roda anterior i el selló muntat sobre ballestes. La roda del darrere s'impulsava per mitjà d'una corretja de cuir, la qual servia també d'embragatge. Aquest model es va produir fins al 1911 i, després, James va fabricar motocicletes convencionals amb bastidors de paral·lelogram simètric, embragatge de discos múltiples i caixa de canvis de dues velocitats.
Aquell mateix 1911, la companyia va comprar Osmonds Ltd, amb seu a Greet. En aquella empresa, Fred J. Osborn havia creat una de les primeres motocicletes amb motor de dos temps fabricades al Regne Unit i, a partir de 1913, James en va assumir el principi de disseny per als seus models de motocicletes més petites, les quals es van produir en paral·lel a les grans màquines amb motors de quatre temps d'un i dos cilindres, amb cilindrades de fins a 600 cc. Durant la Primera Guerra Mundial, la companyia va haver d'interrompre la fabricació de les motocicletes de més cilindrada per a produir municions.

### Dels anys 20 als 50

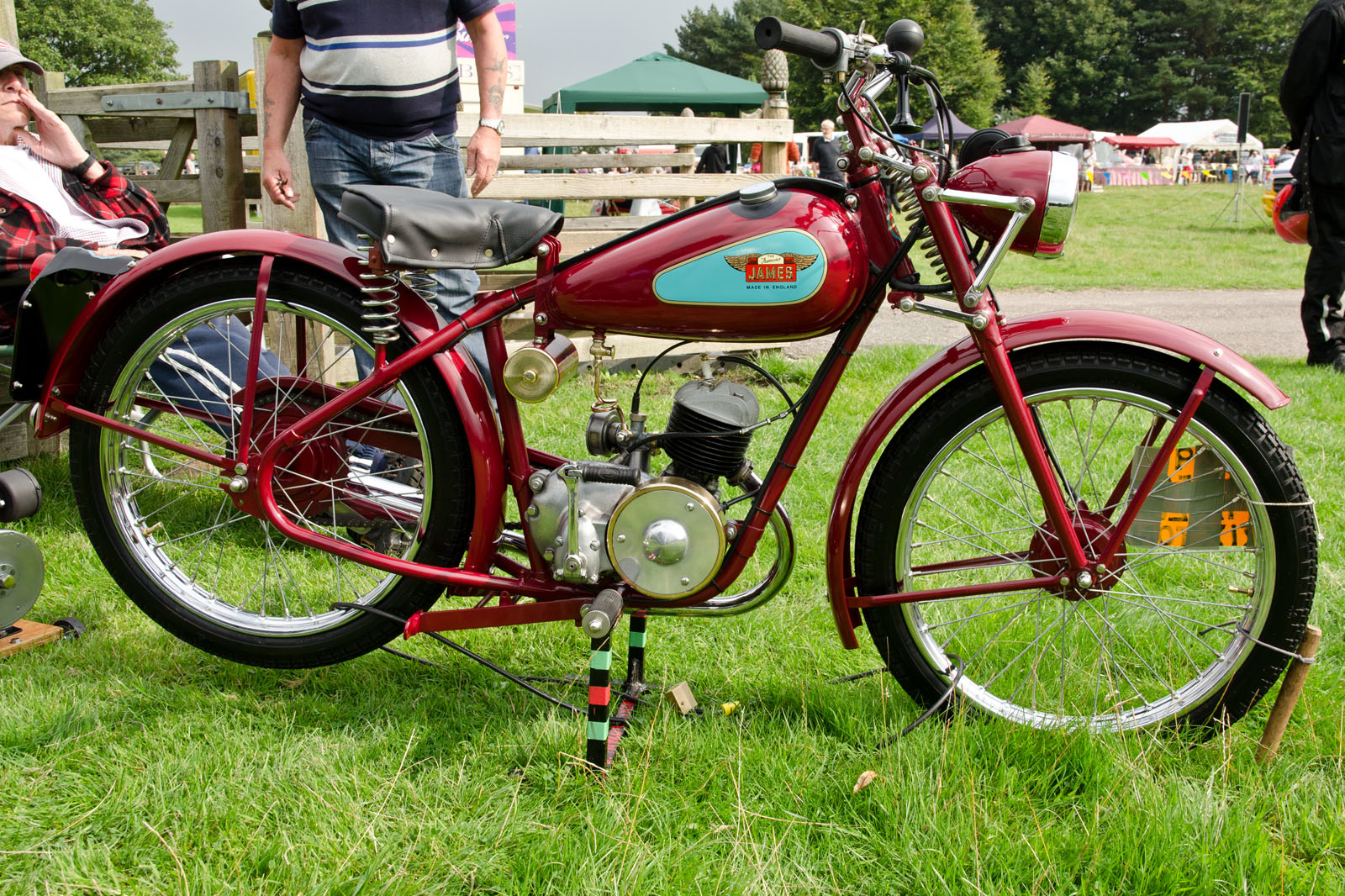
James Comet de 1949

Amb l'acord de pau de 1918, James va reprendre la fabricació de la seva gamma completa, però un incendi va malmetre'n la producció, de manera que fins a 1922 l'empresa no va poder assolir el ple rendiment. Des d'aleshores, va fabricar exclusivament les seves motocicletes a Greet. A la dècada del 1920, la companyia va oferir, sota el seu propi nom i en part amb el nom Osmonds, totes les mides i tipus de motocicletes habituals, des de petits models de dos temps fins a models de quatre temps amb vàlvules laterals o amb vàlvules al capçal. Entre aquests models n'hi havia, des de 1928, un de 500 cc V2 OHV, amb el qual l'empresa va participar en curses de velocitat.
Des de finals de la dècada del 1920, James va deixar de construir els seus propis motors de dos temps i els va substituir pels Villiers. El 1932, però, James va tornar a fer servir el seu propi motor de dos temps de 150 cc. James va comprar també Baker Motorcycles, empresa especialitzada en bastidors cargolats (en comptes de soldats) que havia produït també les Beardmore Precision. Frank Baker, el fundador, va esdevenir un empleat de James i, durant uns anys, aquesta empresa va fer servir els seus dissenys.
A mitjan dècada del 1930, James va construir un gran motor V2-SV de 750 cc, el qual es va instal·lar en una camioneta de repartiment de tres rodes anomenada Samson Handyvan. Durant aquells anys, però, la producció de motors es va suspendre gradualment i la companyia es va dedicar a fer motocicletes més petites, amb cilindrades de 98 a 250 cc, equipades exclusivament amb motors Villiers.
Durant la Segona Guerra Mundial, James va subministrar a l'exèrcit britànic la 125 ML (una lleugera moto militar) i la 98 Junior, motocicletes petites i lleugeres que també es van fer servir en el desembarcament de Normandia. Amb aquests dos models, James va començar novament el 1946 la producció de postguerra. El 1951, James va poder tornar a oferir un model de 200 cc.

### Sota la direcció d'AMC

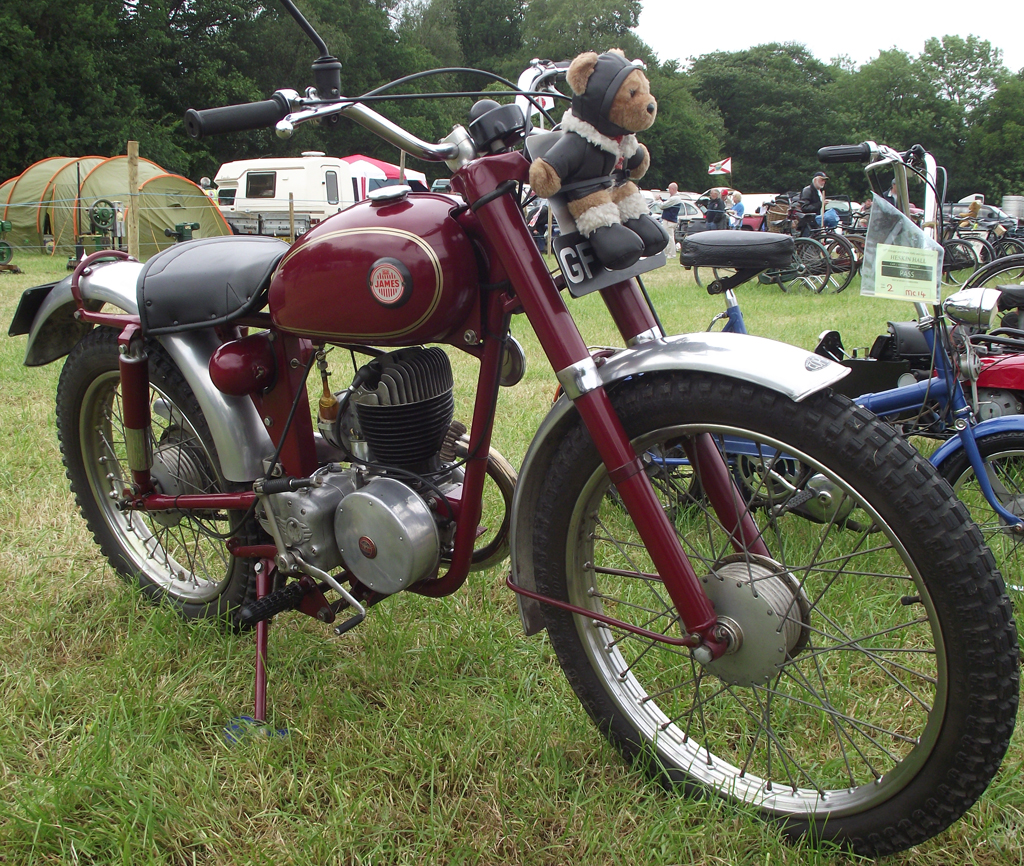
James Cotswold K7C de trial amb motor Villiers 7E 197cc (1954-1958)

El 1951, James Cycle Company Ltd va ser adquirida per Associated Motor Cycles (AMC). Posteriorment, James va llançar els models Cadet, Cavalier i Commodore, amb motors Villiers de dos temps de 150, 175, 200 i 250 cc. També va comercialitzar un popular escúter de 150 cc, però va arribar massa tard, quan les Vespa i Lambretta ja dominaven el mercat britànic.
El 1957, AMC va fusionar James amb Francis-Barnett. Mirant de contrarestar la creixent competència de les marques japoneses, AMC fins i tot va formar breument una aliança d'empreses amb Suzuki, la Suzuki (GB) Ltd, amb seu als edificis de l'antiga James Cycle Company Ltd. Durant aquella època, James va produir diversos models de trial i motocròs de mitjana cilindrada que obtingueren alguns èxits en competició. Diversos pilots de trial van pilotar una James en algun moment de la seva carrera, entre ells Mick Andrews, qui amb una James 250 va assolir el tercer lloc als Sis Dies d'Escòcia de Trial de 1965, la millor classificació mai aconseguida per la marca en aquesta prova. Pel que fa al motocròs, anomenat a l'època scramble al Regne Unit, Chris Horsfield va arribar a participar al campionat del món de 1962 amb una James de 250cc.
A mitjan dècada de 1960 va aparèixer una nova versió de la Cadet amb xassís tubular obert. Va ser el darrer model denominat "James", ja que el 1966 AMC va haver de declarar-se en fallida.